# 第3施設団
第3施設団（だいさんしせつだん、JGSDF 3rd Engineer Brigade）は、陸上自衛隊南恵庭駐屯地（北海道恵庭市）に団本部が駐屯する北部方面隊直轄の施設科部隊で各方面隊にある施設団のひとつである。

## 概要
北部方面隊隷下最大の施設科部隊であり、3個の施設群と直轄の部隊からなり北部方面隊の各部隊に対する施設作業支援や災害派遣を任務とするほか国際貢献活動および民生協力を行う。第3施設団長は陸将補（二）が充てられ、南恵庭駐屯地司令を兼務する。
団本部および隷下の6個部隊は、北海道内の南恵庭駐屯地、岩見沢駐屯地、幌別駐屯地、上富良野駐屯地、倶知安駐屯地、釧路駐屯地の6個駐屯地に配置されている。
中期防衛力整備計画（2005）に基づき、2008年（平成20年）3月に北部方面施設隊に改編され一度廃止されたが、2017年（平成29年）3月に再編成された。同名による再編成は第1陸曹教育隊に続き2例目。

## 沿革
第3施設団（新編）
- 1961年（昭和36年）8月17日：第3施設団が南恵庭駐屯地において編成完結。
- 1964年（昭和39年）
  - 3月26日：第311地区施設隊が高田駐屯地から函館駐屯地に移駐。
  - 8月1日：第301パネル橋中隊（南恵庭駐屯地）、第301浮橋中隊（南恵庭駐屯地）が廃止され、第301架橋中隊および第302架橋中隊が南恵庭駐屯地において編成完結。
  - 8月12日：第302架橋中隊が南恵庭駐屯地から小郡駐屯地に移駐。
- 1976年（昭和51年）3月25日：旧第1施設群の施設大隊を団直轄の施設群に格上げして、第3施設団を3個施設群編成に改編。

1. 第1施設群を第104施設大隊（南恵庭駐屯地）を基幹として再編、第307地区施設隊（釧路駐屯地）および第303ダンプ車両中隊（南恵庭駐屯地）を編合。
2. 第12施設群を第102施設大隊（岩見沢駐屯地）を基幹として新編、第301地区施設隊（名寄駐屯地）および第304ダンプ車両中隊（岩見沢駐屯地）を編合。
3. 第13施設群を第103施設大隊（幌別駐屯地）を基幹として新編、第311地区施設隊（函館駐屯地）を編合。第313ダンプ車両中隊（幌別駐屯地）を新編。
4. 第306地区施設隊（美幌駐屯地）および第308地区施設隊（上富良野駐屯地）は団直轄へ。

- 1980年（昭和55年）3月25日：第301架橋中隊（南恵庭駐屯地）を母体として第105施設器材隊を南恵庭駐屯地に新編。
- 1982年（昭和57年）3月25日：第3施設団改編。

1. 第303ダンプ車両中隊（南恵庭駐屯地）を団直轄へ。
2. 第304ダンプ車両中隊（岩見沢駐屯地）を廃止。
3. 第313ダンプ車両中隊（幌別駐屯地）を廃止。

- 1988年（昭和63年）3月25日：第3施設団改編。

1. 第3施設団直轄および施設群隷下の5個地区施設隊を廃止。
2. 各施設群隷下に各1個施設中隊が新編、各施設群は3個施設中隊から4個施設中隊に増強。

- 1991年（平成03年）3月29日：第301坑道中隊を南恵庭駐屯地に新編し、第1施設群隷下に編合。
- 1996年（平成08年）3月29日：第302坑道中隊を岩見沢駐屯地に新編し、第12施設群隷下に編合。
- 2000年（平成12年）3月28日：部隊改編等。

1. 第13施設群の施設中隊を機能別中隊に改編。
2. 後方支援体制変換に伴い、整備部門を北部方面後方支援隊第101施設直接支援大隊に移管。

- 2004年（平成16年）
  - 3月23日：第1施設群第341施設中隊と第12施設群第342施設中隊が統合し、新たに第12施設群第342施設中隊が釧路駐屯地に再編。第1施設群第341施設中隊は廃止。
  - 3月29日：第1施設群（南恵庭駐屯地）を廃止。第301坑道中隊（南恵庭駐屯地）は第13施設群隷下に編合。

北部方面施設隊
- 2008年（平成20年）3月26日：第3施設団（南恵庭駐屯地）を廃止・改編し、北部方面施設隊を南恵庭駐屯地に新編[3]。

1. 第13施設群（幌別駐屯地）を廃止・改編し、第13施設隊を幌別駐屯地に新編。
2. 第358施設中隊、第359施設中隊（幌別駐屯地）を廃止・改編し、第383施設中隊「築城・障害」を幌別駐屯地に新編[3]。第13施設隊に編合。
3. 第13施設群第301坑道中隊（南恵庭駐屯地）および第13施設群第302水際障害中隊（幌別駐屯地）は北部方面施設隊に直轄部隊として編合[3]。

- 2016年（平成28年）3月26日：第361施設中隊（倶知安駐屯地）および岩見沢駐屯地所在部隊の一部要員を上富良野駐屯地業務隊に転属させて第14施設群準備隊が編成完結。

第3施設団（再編）
- 2017年（平成29年）3月27日：北部方面施設隊を廃止し、第3施設団が再編[4]。

1. 第14施設群を上富良野駐屯地に新編[5]。
2. 第12施設群の施設中隊を機能別中隊に改編。
3. 第13施設隊（幌別駐屯地）を廃止・改編し、第13施設群を幌別駐屯地に再編。
4. 第302水際障害中隊（幌別駐屯地）が第13施設群に編合。
5. 第301坑道中隊が南恵庭駐屯地から上富良野駐屯地に移駐し、第14施設群に編合。
6. 第12施設群第342施設中隊（釧路駐屯地）を廃止し、第14施設群第397施設中隊「交通」に改編。

- 2024年（令和06年）3月21日：第14施設群第301坑道中隊（上富良野駐屯地）、第12施設群302坑道中隊（岩見沢駐屯地）を廃止。

## 部隊編成・駐屯地
編成
- 第3施設団本部
- 第3施設団本部付隊「3施団-本」
- 第12施設群
  - 第12施設群本部
  - 本部管理中隊
  - 第398施設中隊（築城・障害）
  - 第399施設中隊（機動支援）
  - 第400施設中隊（交通）
- 第13施設群
  - 第13施設群本部
  - 本部管理中隊
  - 第360施設中隊（機動支援）
  - 第361施設中隊（交通）
  - 第383施設中隊（築城・障害）
  - 第302水際障害中隊
- 第14施設群
  - 第14施設群本部
  - 本部管理中隊
  - 第395施設中隊（築城・障害）
  - 第396施設中隊（機動支援）
  - 第397施設中隊（交通）
- 第105施設器材隊
  - 第105施設器材隊本部
  - 第105施設器材隊本部付隊「105施器-本」
  - 特殊器材中隊 「105施器-特器中」
  - 架橋中隊「105施器-架橋」
- 第303ダンプ車両中隊「303ダ」
- 南恵庭自動車教習所

駐屯地
- 南恵庭駐屯地（恵庭市）
  - 団本部および同付隊
  - 第105施設器材隊
  - 第303ダンプ車両中隊
  - 南恵庭自動車教習所
- 岩見沢駐屯地（岩見沢市）
  - 第12施設群
- 幌別駐屯地（登別市）
  - 第13施設群
- 倶知安駐屯地（虻田郡倶知安町） 
  - 第13施設群（第361施設中隊）
- 上富良野駐屯地（上富良野町）
  - 第14施設群
- 釧路駐屯地（釧路市）
  - 第14施設群（第397施設中隊）

 2008年廃止時の編成 
- 第3施設団本部
- 第3施設団本部付隊「3施団-本」
- 第12施設群（岩見沢駐屯地）
  - 第12施設群本部
  - 本部管理中隊「12施群-本」
  - 第335施設中隊「12施群-335施」
  - 第336施設中隊「12施群-336施」
  - 第337施設中隊「12施群-337施」
  - 第342施設中隊「12施群-342施」（釧路駐屯地）
  - 第312施設器材中隊「12施群-312施器」
  - 第302坑道中隊「12施群-302坑」
- 第13施設群（幌別駐屯地）
  - 第13施設群本部
  - 本部管理中隊「13施群-本」
  - 第358施設中隊「13施群-358施」
  - 第359施設中隊「13施群-359施」
  - 第360施設中隊「13施群-360施」
  - 第361施設中隊「13施群-361施」（倶知安駐屯地）
- 第105施設器材隊「105施器」
- 第301坑道中隊「301坑」
- 第302水際障害中隊「302水際」（幌別駐屯地）
- 第303ダンプ車両中隊「303ダ」

## 整備支援部隊
- 北部方面後方支援隊第101施設直接支援大隊「101施直支」（南恵庭駐屯地）：2000年（平成12年）3月28日から
  - 整備中隊「101施直支-整」（南恵庭駐屯地）：第3施設団本部付隊、第105施設器材隊、第303ダンプ車両中隊を支援
  - 第2直接支援中隊「101施直支-2」（岩見沢駐屯地）：第12施設群を支援
  - 第3直接支援中隊「101施直支-3」（幌別駐屯地）：第13施設群を支援
    - 倶知安派遣隊（倶知安駐屯地）：第361施設中隊および駐屯地業務隊等に対する野整備支援

  - 第4直接支援中隊「101施直支-4」（上富良野駐屯地）：第14施設群を支援
    - 釧路派遣隊（釧路駐屯地）：第397施設中隊を支援

## 主要幹部
| 官職名                          | 階級    | 氏名     | 補職発令日     | 前職                                   |
| ------------------------------- | ------- | -------- | -------------- | -------------------------------------- |
| 第3施設団長 兼 南恵庭駐屯地司令 | 陸将補  | 天内明弘 | 2025年08月01日 | 陸上幕僚監部人事教育部人事教育計画課長 |
| 副団長                          | 1等陸佐 | 倉本浩二 | 2024年03月18日 | 陸上自衛隊富士学校管理部長             |
| 高級幕僚                        | 2等陸佐 | 甲斐昌宏 | 2024年08月01日 | 第13施設群副群長                       |

| 代 | 氏名                 | 在職期間                                                   | 出身校・期          | 前職                                             | 後職                                              |
| -- | -------------------- | ---------------------------------------------------------- | ------------------- | ------------------------------------------------ | ------------------------------------------------- |
| 01 | 青山左武郎           | 1961年08月17日 - 1964年03月15日 ※1962年07月01日 陸将補昇任 | 陸士45期・ 陸大56期 | 北部方面総監部付 （1等陸佐）                     | 第4施設団長 兼 大久保駐とん地司令                 |
| 02 | 井川静男             | 1964年03月16日 - 1966年03月15日                            | 陸士47期            | 技術研究本部第4研究所第1部長                     | 第1施設団長 兼 朝霞駐とん地司令 （陸将補昇任）    |
| 03 | 小林寿彦             | 1966年03月16日 - 1967年07月16日 ※1967年07月01日 陸将補昇任 | 陸士48期            | 第3施設団副団長 （1等陸佐）                      | 第1施設団長 兼 朝霞駐とん地司令                   |
| 04 | 千葉磨               | 1967年07月17日 - 1969年07月15日 ※1969年07月01日 陸将補昇任 | 陸士50期            | 東北方面総監部第4部長 （1等陸佐）                | 陸上自衛隊施設学校長 兼 勝田駐とん地司令          |
| 05 | 大関正弘             | 1969年07月16日 - 1971年07月15日                            | 陸士53期            | 第3施設団副団長 （1等陸佐）                      | 陸上自衛隊施設補給処長 兼 古河駐とん地司令        |
| 06 | 阿部太郎             | 1971年07月16日 - 1973年07月15日                            | 陸士54期            | 陸上自衛隊幹部学校学校教官 （1等陸佐）           | 陸上自衛隊業務学校勤務                            |
| 07 | 古川久三男           | 1973年07月16日 - 1975年07月15日 ※1974年07月01日 陸将補昇任 | 陸士55期            | 第5師団司令部幕僚長 （1等陸佐）                  | 北部方面総監部付 →1976年1月1日 退職               |
| 08 | 牛嶋幸雄             | 1975年07月16日 - 1977年03月15日 ※1977年01月01日 陸将補昇任 | 陸士57期            | 陸上自衛隊施設学校副校長 兼 企画室長 （1等陸佐） | 陸上幕僚監部付 →1977年7月1日 退職                 |
| 09 | 廣谷志朗             | 1977年03月16日 - 1979年03月15日                            | 陸士58期            | 第1師団司令部幕僚長                              | 陸上幕僚監部付 →1979年7月1日 退職                 |
| 10 | 石橋美樹             | 1979年03月16日 - 1980年07月31日                            | 陸航士59期          | 第2施設団長 兼 船岡駐とん地司令                  | 陸上幕僚監部付 →1981年1月1日 退職                 |
| 11 | 中島常一             | 1980年08月01日 - 1982年08月01日 ※1981年04月01日 陸将補昇任 | 4期幹候             | 第2施設団長 兼 船岡駐とん地司令 （1等陸佐）      | 陸上自衛隊北海道地区補給処付 →1982年12月21日 退職 |
| 12 | 中尾時久             | 1982年08月02日 - 1985年08月07日                            | 防大1期             | 陸上幕僚監部防衛部防衛課長                       | 陸上幕僚監部装備部副部長                          |
| 13 | 小谷章               | 1985年08月08日 - 1987年03月15日                            | 防大1期             | 陸上幕僚監部装備部副部長                         | 自衛隊東京地方連絡部長                            |
| 14 | 岡崎悟               | 1987年03月16日 - 1990年03月15日 ※1988年03月16日 陸将補昇任 | 防大2期             | 陸上幕僚監部監理部総務課長 （1等陸佐）           | 陸上自衛隊施設補給処長 兼 古河駐屯地司令          |
| 15 | 加藤哲朗             | 1990年03月16日 - 1992年06月15日 ※1990年08月01日 陸将補昇任 | 防大4期             | 陸上幕僚監部装備部施設課長 （1等陸佐）           | 陸上幕僚監部付 →1992年6月30日 退職                |
| 16 | 若松重英             | 1992年06月16日 - 1995年03月22日 ※1992年06月30日 陸将補昇任 | 防大7期             | 第1師団司令部幕僚長 （1等陸佐）                  | 陸上自衛隊施設学校長 兼 勝田駐屯地司令            |
| 17 | 太田實乘             | 1995年03月23日 - 1997年03月25日 ※1995年04月01日 陸将補昇任 | 防大10期            | 自衛隊宮城地方連絡部長 （1等陸佐）               | 調達実施本部副本部長 （調達管理第2担当）          |
| 18 | 本保忠顯             | 1997年03月26日 - 1998年06月30日                            | 防大9期             | 自衛隊札幌地方連絡部長                           | 退職                                              |
| 19 | 中村弘               | 1998年07月01日 - 2000年06月29日                            | 防大12期            | 装備開発実験隊長                                 | 陸上自衛隊幹部学校副校長                          |
| 20 | 三田克巳             | 2000年06月30日 - 2002年03月21日                            | 防大18期            | 陸上幕僚監部調査部調査課長                       | 陸上幕僚監部調査部長                              |
| 21 | 出田孝二             | 2002年03月22日 - 2004年08月29日 ※2002年12月02日 陸将補昇任 | 防大15期            | 第11師団司令部幕僚長 （1等陸佐）                 | 陸上自衛隊施設学校長 兼 勝田駐屯地司令            |
| 22 | 鈴木義長             | 2004年08月30日 - 2006年08月03日                            | 防大20期            | 東部方面総監部防衛部長                           | 自衛隊体育学校長                                  |
| 末 | 浅見憲司 （1等陸佐） | 2006年08月04日 - 2008年03月25日                            | 防大20期            | 陸上自衛隊施設学校副校長 兼 企画室長             | 北部方面施設隊長 兼 南恵庭駐屯地司令              |

| 代 | 氏名     | 在職期間                        | 出身校・期           | 前職                                             | 後職                                                           |
| -- | -------- | ------------------------------- | -------------------- | ------------------------------------------------ | -------------------------------------------------------------- |
| 01 | 鵜居正行 | 2017年03月27日 - 2017年12月19日 | 防大31期             | 北部方面施設隊長 兼 南恵庭駐屯地司令 （1等陸佐） | 防衛装備庁プロジェクト管理部 プロジェクト管理総括官            |
| 02 | 遠藤充   | 2017年12月20日 - 2019年08月22日 | 防大35期             | 東部方面総監部幕僚副長                           | 陸上自衛隊富士学校普通科部長 兼 諸職種協同センター副センター長 |
| 03 | 浅賀政宏 | 2019年08月23日 - 2021年09月29日 | 防大38期             | 陸上幕僚監部防衛部防衛課長                       | 東部方面総監部幕僚副長                                         |
| 04 | 河口弘幸 | 2021年09月30日 - 2023年08月28日 | 早稲田大学 平成6年卒 | 情報本部計画部長                                 | 警務隊長                                                       |
| 05 | 鹿子島洋 | 2023年08月29日 - 2025年07月31日 | 防大36期             | 第1師団司令部幕僚長                              | 自衛隊東京地方協力本部長                                       |
| 06 | 天内明弘 | 2025年08月01日 -                | 防大43期             | 陸上幕僚監部人事教育部 人事教育計画課長          |                                                                |

## 廃止部隊
- 1964年（昭和39年）8月1日廃止
  - 第301パネル橋中隊（南恵庭駐屯地）：第301架橋中隊および第302架橋中隊に改編。
  - 第301浮橋中隊（南恵庭駐屯地）：第301架橋中隊および第302架橋中隊に改編。
- 1964年（昭和39年）8月12日移駐
  - 第302架橋中隊（南恵庭駐屯地）：小郡駐屯地に移駐。
- 1976年（昭和51年）3月25日廃止
  - 第104施設大隊「104施-本」（南恵庭駐屯地）：第1施設群に改編。
  - 第102施設大隊「102施-本」（岩見沢駐屯地）：第12施設群に改編。
  - 第103施設大隊「103施-本」（幌別駐屯地）：第13施設群に改編。
- 1980年（昭和55年）3月25日廃止架
  - 第301架橋中隊「301架」（南恵庭駐屯地）：第105施設器材隊に改編。